# Durin III
Durin III es un personaje ficticio creado por el escritor británico J. R. R. Tolkien para ambientar las historias de su universo imaginario. Se trata de un enano, rey de la Casa de Durin, el tercero de ese nombre, que gobernó la gran ciudad subterránea de Khazad-dûm, hacia el siglo XVII de la Segunda Edad del Sol. Fue el primer rey enano en tener un anillo de poder, objeto que un descendiente suyo, Thráin II, perdería milenios después en Dol Guldur.
Como a todos «los Durin» tras Durin I, se le dio el nombre del primero de los Siete Padres de los Enanos porque le recordaba tanto en apariencia como en carácter, hasta tal punto que entre los enanos circulaba la creencia de que era su reencarnación, leyenda que Tolkien no confirma como verídica para su mundo secundario en ninguno de sus escritos.

## Historia ficticia
Durante su reinado, hacia el 1700 S. E., los herreros elfos noldor se instalaron en Eregion (Acebeda). Para los enanos de Moria esto supuso importantes cambios en su relación con los elfos. Se entablaron fuertes vínculos, no solo comerciales sino también de amistad y admiración mutua; los enanos abrieron una puerta hacia el oeste de Moria y un incesante tráfico relacionó a ambas comunidades. El mithril extraído de las minas de Moria, admirado y apreciado por los noldor de Eregion, fue empleado para la elaboración de bellísimos objetos y productos por los enanos y los elfos, de los que Celebrimbor fue el más grande de los artífices. Tanto los elfos como los enanos obtuvieron gran provecho de esta asociación, llegando a ser ambas regiones tan esplendorosas como nunca lo habían sido. Tal era la amistad entre ambos pueblos que grabaron juntos los caracteres en la puerta oeste de Moria.
Entre tanto, Sauron disfrazado de Annatar concibió los Anillos de Poder, siete de ellos para dominar a los señores enanos y persuadió a los herreros elfos para que los fabricaran. Cuando se forjaron los anillos, Celebrimbor les entregó los siete directamente a Durin III, para enojo de Sauron. Los enanos tomaron esos anillos y los usaron para acrecentar sus tesoros, pero Sauron era incapaz de forzar a los portadores enanos a rendirse a su poder. La robustez natural de los enanos, mas cuando sólo los señores más poderosos los poseyeron, los hizo resistentes al control de Sauron. Los enanos parecían también inmunes a la invisibilidad producida por el uso de los anillos, así como a sus efectos más perniciosos. Cuando, en parte como consecuencia, el lugarteniente de Morgoth atacó Acebeda, Durin III envió una fuerza de enanos a combatir por su defensa, hacia el 1695 S. E.
Cuando Eregion quedó desolada, Moria cerró su puerta oeste y los contactos con ese lado de las montañas no se reanudaron, pero Durin III continuó reinando en Khazad-dûm, siguió teniendo una poderosa influencia en las regiones del este de las Montañas Nubladas y allí prosperó con la ayuda del anillo que Celebrimbor le había entregado.

## Adaptaciones
Durin III aparece en el prólogo de El Señor de los Anillos: la Comunidad del Anillo junto a los otros seis señores enanos que reciben los anillos de Poder de manos de Annatar. Durin sólo es identificado entre los siete por una una carta de Decipher. Está interpretado por Gino Acevedo, un empleado de Weta. En la serie de televisión de Amazon Prime, The Lord of the Rings: The Rings of Power, estrenada en 2022, Durin III es interpretado por el actor Peter Mullan.